# Jan Raas

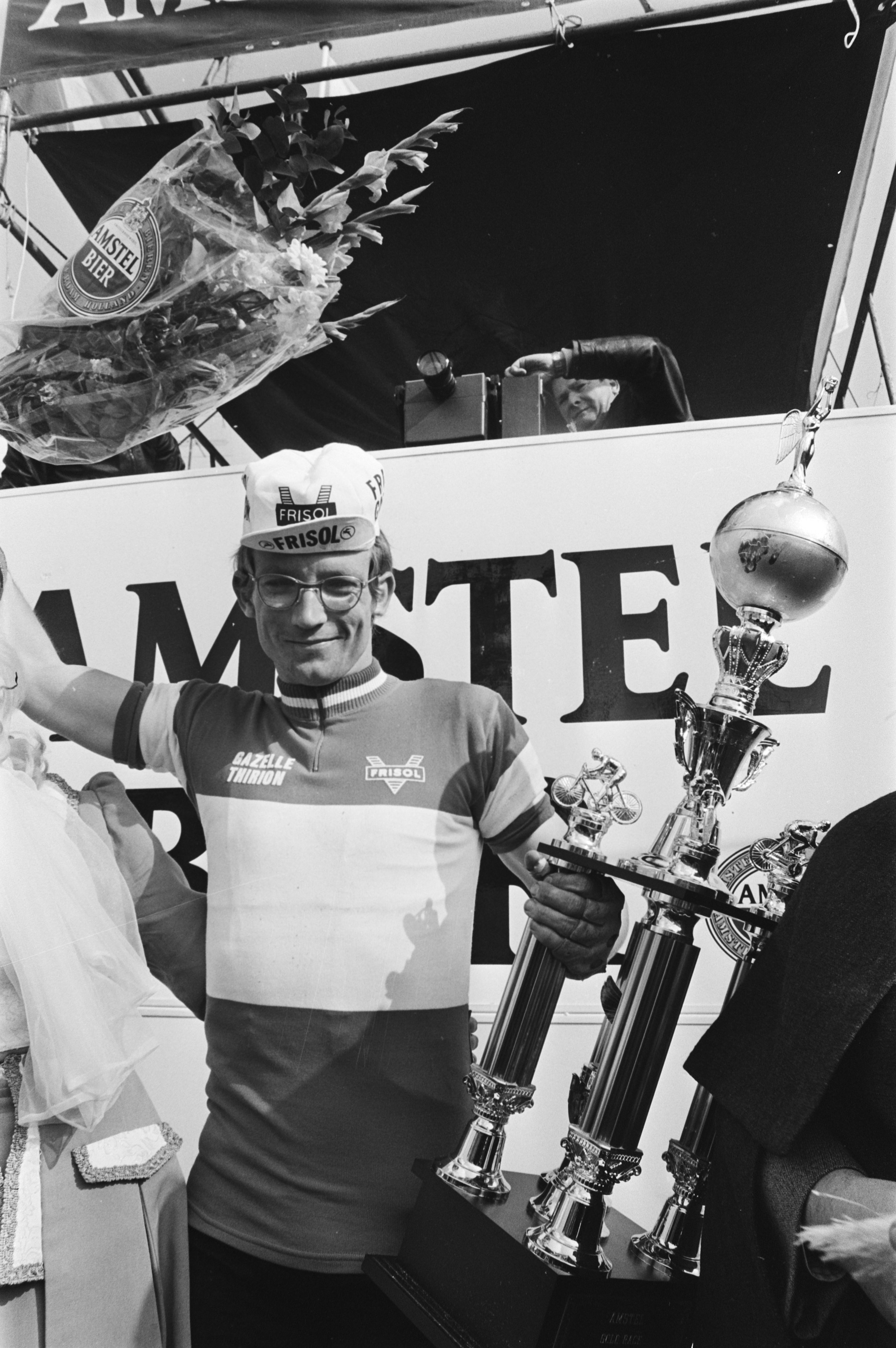
Jan Raas, vencedor de l'Amstel Gold Race 1977.

Jan Raas (Heinkenszand, Borsele, 8 de novembre de 1952) va ser un ciclista neerlandès que fou professional entre 1975 i 1985, durant els quals va aconseguir 115 victòries. Era un bon esprinter, però aguanatava força bé la mitja muntanya.
El seu major èxit esportiu fou la medalla d'or aconseguida al Campionat del Món de 1979 disputat a Valkenburg. En el seu palmarès també destaquen deu triomfs d'etapa al Tour de França i la victòria a tres dels cinc Monuments del ciclisme. També obstenta el rècord de victòries en la clàssica Amstel Gold Race, amb cinc.
Raas no va mostrar interès pel ciclisme fins als 16 anys, moment en el qual va començar a competir en proves amateurs. Després de diverses victòries, incloent algun campionat nacional, Raas va donar el salt a la professionalitat el 1975 de la mà de Peter Post.
La seva carrera, plena d'èxits, va quedar marcada per una caiguada a la Milà-San Remo de 1984, que li provocà importants lesions. Després d'una recuperació llarga i dura, Raas no va tornar a ser el mateix d'abans, malgrat aconseguir algun triomf rellevant, i finalment es va retirar el 28 de maig de 1985.
Després de la seva retirada, Raas es va convertir en director esportiu de l'equip Kwantum, i posteriorment també de Superconfex, Buckler, WordPerfect, Novell i Rabobank. Després de patir un robatori el març de 1994, Raas va decidir deixar de ser director esportiu per ocupar-se només de les tasques de mànager de l'equip. Cap a la fi de 2003 es va deslligar totalment de l'equip Rabobank. La relació amb l'esponsor era força conflictiva.

## Palmarès
- 1973
  - 1r a la Ronda van Midden-Nederland
- 1975
  - 1r al Gran Premi de la vila de Zottegem
- 1976
  -  Campió dels Països Baixos en ruta
- 1977
  - 1r a la Milà-San Remo
  - 1r a l'Amstel Gold Race
  - Vencedor d'una etapa al Tour de França
  - Vencedor d'una etapa al Tour de la Mediterrània
- 1978
  - 1r a l'Amstel Gold Race
  - 1r a la París-Tours
  - 1r a la París-Brussel·les
  - 1r al Gran Premi de Mònaco
  - Vencedor de 3 etapes al Tour de França
  - Vencedor d'una etapa a la Volta a Suïssa
- 1979
  -  Campió del Món de ciclisme
  - 1r al Tour de Flandes
  - 1r a l'Amstel Gold Race
  - 1r a la Volta als Països Baixos i vencedor de 2 etapes
  - 1r al Gran Premi E3
  - Vencedor d'una etapa al Tour de França
  - Vencedor d'una etapa a la París-Niça
  - Vencedor d'una etapa al Tour de la Mediterrània
- 1980
  - 1r a l'Amstel Gold Race
  - 1r de la Kuurne-Brussel·les-Kuurne
  - 1r al Gran Premi E3
  - 1r al Gran Premi de Canes
  - 1r a l'Acht van Chaam
  - Vencedor de 3 etapes al Tour de França
  - Vencedor de 2 etapes al Tour de la Mediterrània
  - Vencedor d'una etapa a la París-Niça
  - 1r als Sis dies de Rotterdam (amb René Pijnen)
- 1981
  - 1r a la París-Tours
  - 1r a la Gant-Wevelgem
  - 1r a l'Omloop Het Volk
  - 1r a l'Étoile de Bessèges
  - 1r al Gran Premi E3
  - 1r al Gran Premi Jef Scherens
- 1982
  - 1r a la París-Roubaix
  - 1r a l'Amstel Gold Race
  - 1r a l'A través de Bèlgica
  - Vencedor d'una etapa al Tour de França
- 1983
  -  Campió dels Països Baixos en ruta
  - 1r al Tour de Flandes
  - 1r de la Kuurne-Brussel·les-Kuurne
  - 1r al Gran Premi d'Obertura La Marseillaise
  - 1r a la Ronde van Midden-Zeeland
- 1984
  -  Campió dels Països Baixos en ruta
  - Vencedor d'una etapa al Tour de França

### Resultats al Tour de França
- 1976. 83è de la classificació general
- 1977. Abandona (15a etapa). Vencedor d'una etapa
- 1978. 24è de la classificació general. Vencedor de 3 etapes
- 1979. Abandona (9a etapa). Vencedor d'una etapa
- 1980. Abandona (13a etapa). Vencedor de 3 etapes
- 1982. Abandona (15a etapa). Vencedor d'una etapa
- 1983. Abandona (4a etapa)
- 1984. Abandona (11a etapa). Vencedor d'una etapa

## Enlláços externs
- Palmarès de Jan Raas (francès)